# Teorema de Thomas
El teorema de Thomas es un principio fundamental en sociología formulado por William I. Thomas en su libro The child in America: Behavior problems and programs (1928) (Los niños en América: problemas conductuales y programas). El teorema de Thomas suele enunciarse en español del siguiente modo:
| Si las personas definen las situaciones como reales, éstas son reales en sus consecuencias |

El teorema original en inglés es como sigue:
| If men define situations as real, they are real in their consequences. |

## Significado sociológico
Mediante este teorema Thomas hizo ver la capacidad del grupo para convertir en reales situaciones que suponen como tales, al adecuar su conducta a esa situación. Así, resulta la llamada profecía autocumplida. En particular, Thomas enunció su teorema en el contexto de sus estudios sobre la desviación y la condena social.
Un ejemplo del propio Thomas de situación que es "definida como real" es el de un país inmerso en una guerra civil en la que dos grupos se disputan el poder; un día termina la guerra, pero no es posible comunicárselo a los habitantes de determinada zona; en ella, los miembros de los dos grupos continuarían combatiendo, de conformidad con su "definición de realidad".
De esta manera Williams I. Thomas estableció en 1923 que las definiciones cotidianas de la realidad implican "gradualmente a la vida y a la personalidad del individuo mismo". No es extraño por tanto que W.I. Thomas haya investigado los problemas sociales relacionados con la intimidad, la familia, la educación, analizando "las impresiones subjetivas que pueden ser proyectadas en la realidad, y que de tal modo llegan a ser verdaderas para quienes las proyectan".

## Atribución del teorema
Recientemente el teorema de Thomas ha sido atribuido en conjunto a William I. Thomas y Dorothy Swain Thomas, puesto que ambos aparecen como autores en la tapa del libro original. Sin embargo Dorothy Swain Thomas especificó en una carta en 1973 que fue asistente de William I. Thomas durante la investigación, al haber sido contratada para colaborar en el trabajo estadístico, aclarando así que el texto íntegro (y por tanto del teorema) es de W. I. Thomas